# Embalse de Calanda
El embalse de Calanda es un embalse situado en el municipio español de Calanda, provincia de Teruel, que permite regular el río Guadalope. Fue construido en 1982 como parte de las obras para abastecer de agua al circuito de refrigeración de la central térmica de Andorra así como para riego, uso humano e hidroeléctrico.

## Historia

### Proyecto y construcción
La construcción del sistema de presas del Guadalope fue planteada en la planificación integral del río de 1968-1971, si bien la conflictividad entre los potenciales usos energéticos y los regantes de la cuenca, que ya habían perdido superficie de huerta en la previa construcción del embalse de Mequinenza, supuso importantes retrasos en su avance. La versión final de la planificación incluía la concesión de un caudal para construir la importante central térmica de Andorra, y la ampliación de superficie de riego gracias al nuevo sistema de embalses.
Las obras de la presa en Calanda empezaron en 1975 siendo terminada por parte de la Confederación Hidrográfica del Ebro en 1978. La zona inundada, en los términos municipales de Calanda, Foz-Calanda y La Ginebrosa, afectó a la carretera A-226 lo que motivó la construcción tres túneles para mantener la ruta. Igualmente quedó anegada la ermita de la Virgen de las Nieves, que fue sustituida por una nueva construcción a cota más alta.
En 1980 Endesa, promotora de la central térmica, se incorporó a la junta de regantes sufragando un 45% de los costes de esta y en 1981 empezó a funcionar la nueva central de Andorra. 
Igualmente a través del canal Calanda-Alcañiz se fue extendiendo el riego a 4300 hectáreas de terreno agrícola. Este canal, proyectado en 1984 y ejecutado en 1986, fue foco de críticas por su impacto medioambiental, notablemente por su alteración del carácter salino de las saladas de Calanda y Alcañiz. La ejecución del canal incluyó la construcción de dos concesiones hidroeléctricas a pie de presa, totalizando 5,5 MW.

### Conflictividad
Sin embargo la hidrología pronto se reveló insuficiente para todas esas demandas de agua, particularmente ante la sequía de 1986 que llevó a la parada de la central térmica por falta de agua, y en 1987 siguientes el sistema fue complementado con un bombeo desde el embalse de Mequinenza. A cambio de la concesión de agua para su uso en la central térmica, Endesa financió adicionalmente este bombeo de agua. Aunque se especuló con la posibilidad de que este bombeo abasteciera otros usos en la localidad de Andorra, la falta de demanda y la tendencia a la baja de la actividad minera hicieron que el agua bombeada fuera básicamente para uso industrial en la central.
La falta de agua no fue el único problema del embalse, pues los cambios de normativa tras la tragedia de Tous llevaron a clasificar la relativamente nueva presa de Calanda como vulnerable, lo que dio pie a sucesivos proyectos de ampliación de la regulación en la cuenca del Guadalupe. Esta categorización deriva del posible daño a núcleos habitados en caso de fallo de la presa. Pese a ello, en la riada de 2000 la presa funcionó correctamente bajo el esquema con el que había sido construida y la necesidad de medidas adicionales así como su cuantificación han sido motivo de debate académico y social. Así, se plantearon estudios para asegurar la presa o recrecer el embalse de Calanda mientras que la confederación hidrográfica prefería construir nuevos embalses. Estos proyectos terminaron evolucionando al recrecimiento aguas arriba del embalse de Santolea.

### El cierre de la central de Andorra y nuevos usos del embalse
Pese a estos problemas los planes hidrológicos de 2001 apostaban por un incremento del regadío en la zona y en 2009 se extendió el uso del embalse para abastecer de agua a ocho municipios turolenses entre Calanda y Alcañiz. Con el final de la vida útil de la central térmica, el embalse fue posteriormente usado como fuente de agua para consumo humano e industrial en la localidad de Andorra. Endesa interrumpió igualmente el suministro de energía al bombeo, de forma sorpresiva para el resto de usuarios.
En 2020, otra riada fue evacuada correctamente por la presa de Calanda, si bien afectando a zonas aguas abajo de la misma.

## Descripción
El embalse forma parte del sistema de regulación del río, represando el agua del Guadalope tras la incorporación de las aguas del río Bergantes. Se encuentra así entre el embalse de Santolea y el embalse de Caspe, regulando el tramo medio del río.
El embalse aprovecha el valle que se forma entre el monte Tolocha y la sierra de La Ginebrosa. Los alrededores del embalse, tras el desvío de los caminos circundantes por la anegación del terreno, incluyen diversos espacios de uso turístico y recreativo.
El embalse incluye varias tomas desde las que sirve a sus usuarios:
- La toma del canal Calanda-Alcañiz. La concesión es compartida por un aprovechamiento hidroeléctrico, incluyéndose un centro de transformación para la evacuación de energía a la vecina línea eléctrica Calanda-Alcorisa.
- Una estación de bombeo de la que surte agua a la antigua central de Andorra, tomando agua desde su base y elevándola a un depósito en el lado de Foz-Calanda.[21]
- Una toma construida en 2009 que abastece una estación de tratamiento de agua potable (ETAP) desde la que se abastecen varios depósitos para consumo humano de Calanda a Alcañiz.[19]